# Чемпионат России по современному пятиборью среди женщин 2001
IX Чемпионат России по современному пятиборью среди женщин 2001 года был проведен с 22 по 24 мая. Турнир традиционно прошел на базе поселка «Северный», расположенной недалеко от Москвы на Дмитровском шоссе.
Это был первый старт в сезоне чемпионки мира-97, двукратной обладательницы Кубка мира и 3-кратной чемпионки мира в командном первенстве 26-летней москвички Елизаветы Суворовой, взявшей тайм-аут после Олимпийских игр в Сиднее. По решению тренера нашей женской сборной Алексея Хапланова Елизавета выступила только в двух видах программы — стрельбе и фехтовании.

## Результаты
Летний чемпионат России. Поселок Северный.
- Личное первенство.

1. Татьяна Горляк (Самара) — 5484.
2. Евдокия Гречишникова (Уфа) — 5458.
3. Татьяна Муратова (Москва) — 5412.
- Командный зачет.

1. Москва-1 (Муратова, Ольга Гоголева, Полина Стручкова) — 15 884.
2. Самара — 14 632.
3. Москва-2 — 14 537.